# Џова (Муромачи период)
Џова (貞和) је јапанска ера (ненко) Северног двора током првог раздобља Муромачи периода, познатог још и као Нанбокучо период. Настала је после Коеи и пре Кано ере. Временски је трајала од октобра 1345. до фебруара 1350. године. Владајући монарх у Кјоту био је цар Комјо а у Јужном двору у Јошину Го-Мураками.
У исто време на југу текла је ера Кококу (1340-1346) праћена ером Шохеи (1346-1370).

## Важнији догађаји Џова ере
- 1346. (Џова 2, други месец): Дворски кампаку Такацукаса Морохира је ослобођен својих обавеза. Њега мења Ниџо Јошимото.[5]
- 1347. (Џова 3, девети месец): Ниџо Јошимото је деградиран и од „кампакуа“ добија мање високу позицију „садаиџина“.[5]
- 1349. (Џова 5):— Цар Го-Мураками одлази за Ано, Ашикага Тадајоши и Ко но Моронао се свађају а Ашикага Мотоуџи, син Такауџија постаје нови „Канреи“ (шогунов заменик).[6]